# Kalam (islam)
Kalam (Arabisch: كلام) is een islamitische term die toespraak, verhandeling of discussie betekent en verwijst naar de islamitische traditie van het streven naar theologische principes door dialectiek. De term wordt vaak gebruikt om de islamitische theologie te beschrijven. 

## Theologie
De ontwikkeling en de opkomst vanaf de achtste eeuw van de theologie binnen de islam zijn sterk beïnvloed door de klassieke Griekse filosofie met haar rationele wijze van analyseren. Feitelijk wordt daardoor ook de scheiding met de islamitische filosofie (falsafa) vrijwel onmogelijk. Bij de ontwikkeling van de islamitische theologie speelde met name het godsbeeld een belangrijke rol; het gaat dan met name over interpretatie van de beschrijvingen in de Koran van menselijke eigenschappen en attributen die aan God worden toegeschreven.
Een belangrijk strijdpunt tussen de verschillende theologische opvattingen was het vraagstuk van de relatie tussen de ratio en de openbaring van God. Zo waren er opvattingen dat via het menselijk verstand men tot dezelfde kennis kon komen als via de openbaring. Verschillende geleerden hadden hierop scherpe kritiek, waarbij gesteld werd dat slechts middels de Koran en het voorbeeld van Mohammed tot kennis van het geloof kon komen. De ratio was daarbij weliswaar een hulpmiddel.
Een ander heikel discussiepunt was de geschapen of ongeschapen Koran. Een geschapen Koran zou mogelijkerwijs de weg vrij maken voor een historische interpretatie.
Na 1250 waren er nauwelijks nog hoogtepunten en trad een periode van stagnering in, tot een nieuwe ontwikkeling na 1850 van islamitische theologen, waarbij een sterke apologetiek tegen het westerse imperialisme werd ingezet.
Sommige moslims wijzen theologie af, omdat ze de woorden van de Koran en de Ahadith accepteren, zoals ze er staan. Hierbij gaan zij voorbij aan het feit dat sommigen deze woorden anders kunnen lezen of interpreteren. Het uitleggen van een heilige tekst is immers niet hetzelfde als het letterlijk aanhalen. Wie dat wel doet geeft eigenlijk een tekstverklaring en wordt binnen de islam als onverstandig en soms zelfs als onoprecht beschouwd. Moslims hoeven echter geen amateurtheologen te worden om hun religie te beleven; het voordeel van de islam ten opzichte van veel andere religies is dat er een korte lijst van eenvoudig te bevatten geloofspunten bestaat.

## In de Koran
Kalam, in de zin van Kalam Allah (het Woord van God), moet worden onderscheiden van 'Ilm al-Kalam, de wetenschap van het bespreken en beredeneren van God, en verschilt ook van kalimat Allah, een goddelijke uiting. Kalam Allah wordt ten minste drie keer in de Koran vermeld (soera De Koe 75, soera Het Berouw 6 en soera Het Succes 15).
Het werkwoord kallama (spreken) wordt in de Koran in de volgende situaties gebruikt: wanneer God spreekt tot de profeten (soera De Koe 253), toen God duidelijk tot Mozes (soera De Vrouwen 164, soera De Kantelen 143, soera De Koe 254) sprak, die is gekozen om Zijn Woord over te brengen (soera De Kantelen 144)  en wanneer wordt uitlegd dat God spreekt tot mensen, alleen door openbaringen of door een teken (soera De Koe 118) en dat God spreekt nooit aan de goddelozen (soera De Koe 174 en soera De Partijscharen 77.
De Koran maakt geen melding van kalam of mutakallim, maar in theologische beredeneringen wordt God beschreven als mutakallim (sprekend), omdat Hij de eigenschap van het spreken (kalam) bezit.